# Andachtsbild

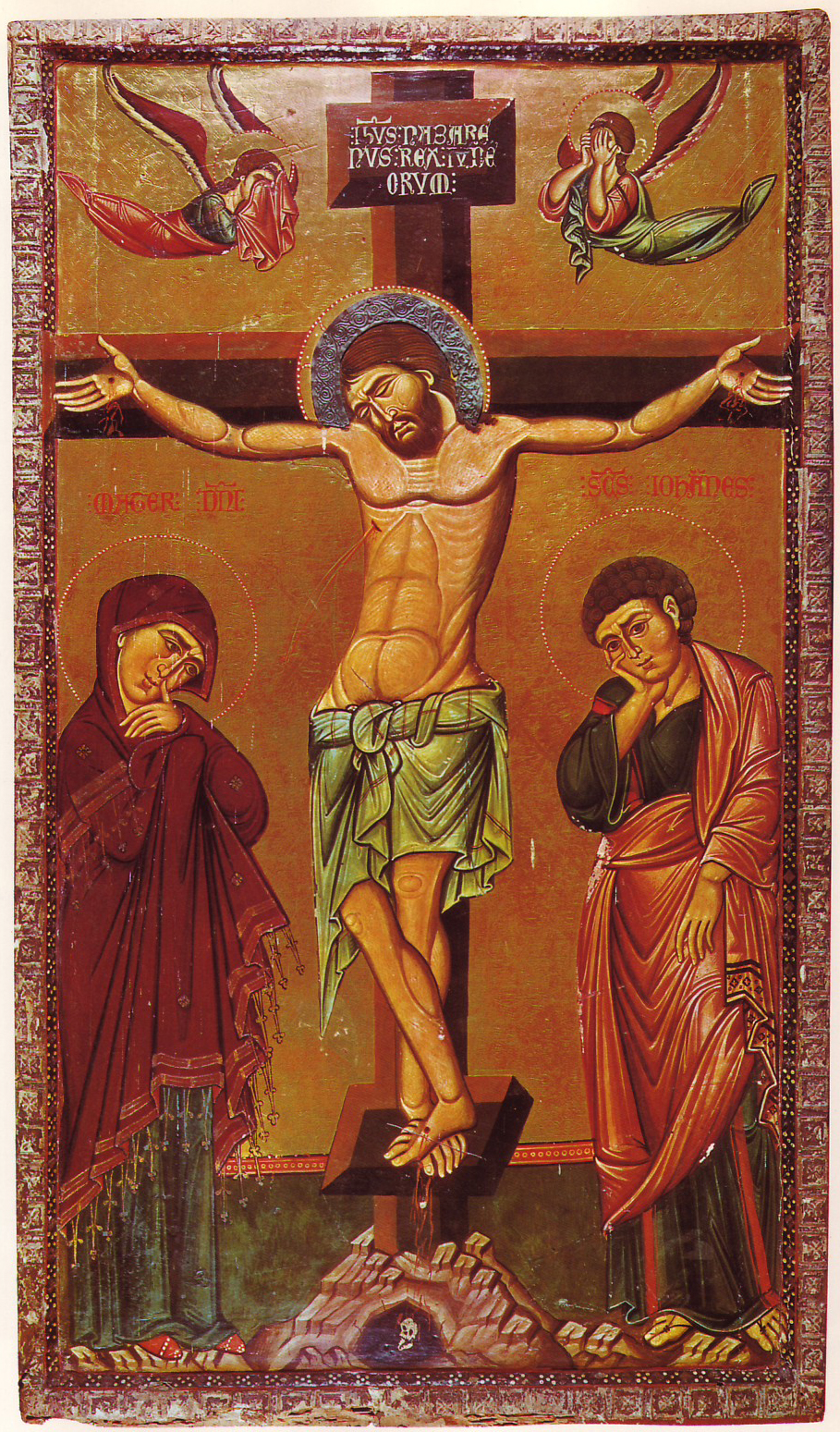
Kreuzigungsikone aus dem 13. Jhd. im Katharinenkloster auf dem Sinai

Andachtsbilder sind zumeist gemalte oder geschnitzte Darstellungen aus der christlichen Ikonographie mit Geschehnissen und Inhalten, die der Andacht der Gläubigen dienen sollen. Typisch sind Themen aus dem Leben und Leiden Jesu Christi, Mariens und der Heiligen. Unterschieden werden Andachtsbilder im Allgemeinen, bei denen es sich auch um Skulpturen handeln kann, und kleinformatige Andachtsbildchen.

## Begriff
Der Begriff des Andachtsbildes wurde in der deutschen Kunstwissenschaft nach 1900 geprägt, vor allem von Georg Dehio und Erwin Panofsky. In Abgrenzung zum kunstgeschichtlichen Begriff des Andachtsbildes bezeichnet die religiöse Volkskunde kleinformatige, meist ohne besonderen künstlerischen Anspruch geschaffene Werke, die der Förderung der Volksfrömmigkeit und privaten Erbauung dienen, als „kleines Andachtsbild“ (im Volksmund Andachtsbildchen, Jesusbildchen). Den Begriff prägte Adolf Spamer, dessen Arbeit das Standardwerk zu Geschichte und Formen des kleinen Andachtsbildes ist. Diese Bezeichnung ist jedoch nicht allgemein gebräuchlich; oft wird das Wort Andachtsbild synonym auch für das kleine Andachtsbildchen verwendet.

## Das mittelalterliche Andachtsbild
Meist handelt es sich bei den seit dem frühen 13. Jahrhundert gebräuchlichen Andachtsbildern um kleine Holzplastiken, die durch Herauslösung bestimmter Motive aus den herkömmlichen Szenen entstanden. Hans Belting geht davon aus, dass wichtige Anstöße für das Andachtsbild von den – insbesondere nach der Besetzung Konstantinopels (1204) – in den Westen gelangten Ikonen ausgingen.
Häufige Motive von Andachtsbildern sind Themen der Passion, namentlich der stehende Christus mit der Dornenkrone (Ecce homo), der sitzende Christus mit der Dornenkrone (Christus in der Rast), die Christus-Johannes-Gruppe („Johannesminne“), Christus als Schmerzensmann (Erbärmdebild, imago pietatis), Maria oder Engel mit Jesu Leichnam (Pietà) bzw. (Engelspietà) und einzelne Mariendarstellungen wie die Mater Dolorosa und die Mondsichelmadonna.
Die Entstehung der Andachtsbilder geht zurück auf Veränderungen in Mystik und Volksfrömmigkeit, die Christus nicht mehr vorrangig als strahlenden Sieger und König, sondern als Leidenden betrachteten und eine innerliche Beziehung zu erreichen suchten. Diese Entwicklung steht im weiteren Kontext einer Subjektivierung der Religiosität im 13. Jahrhundert und wurde verstärkt durch Erfahrungen mit Schmerz und Tod in den Jahren der Pest (vgl. Grablegung Christi (Bildtypus)). Kunstgeschichtlich bedeutsam sind sie vor allem deshalb, weil sie eine Abwendung vom hoheitlichen Charakter der Kultbilder des 12. und 13. Jahrhunderts hin zu einer eher gefühlsbetonten, affektiven Darstellung bezeugen. Der Bildtypus des Andachtsbildes setzt sich auch in der neuzeitlichen Kunst fort.

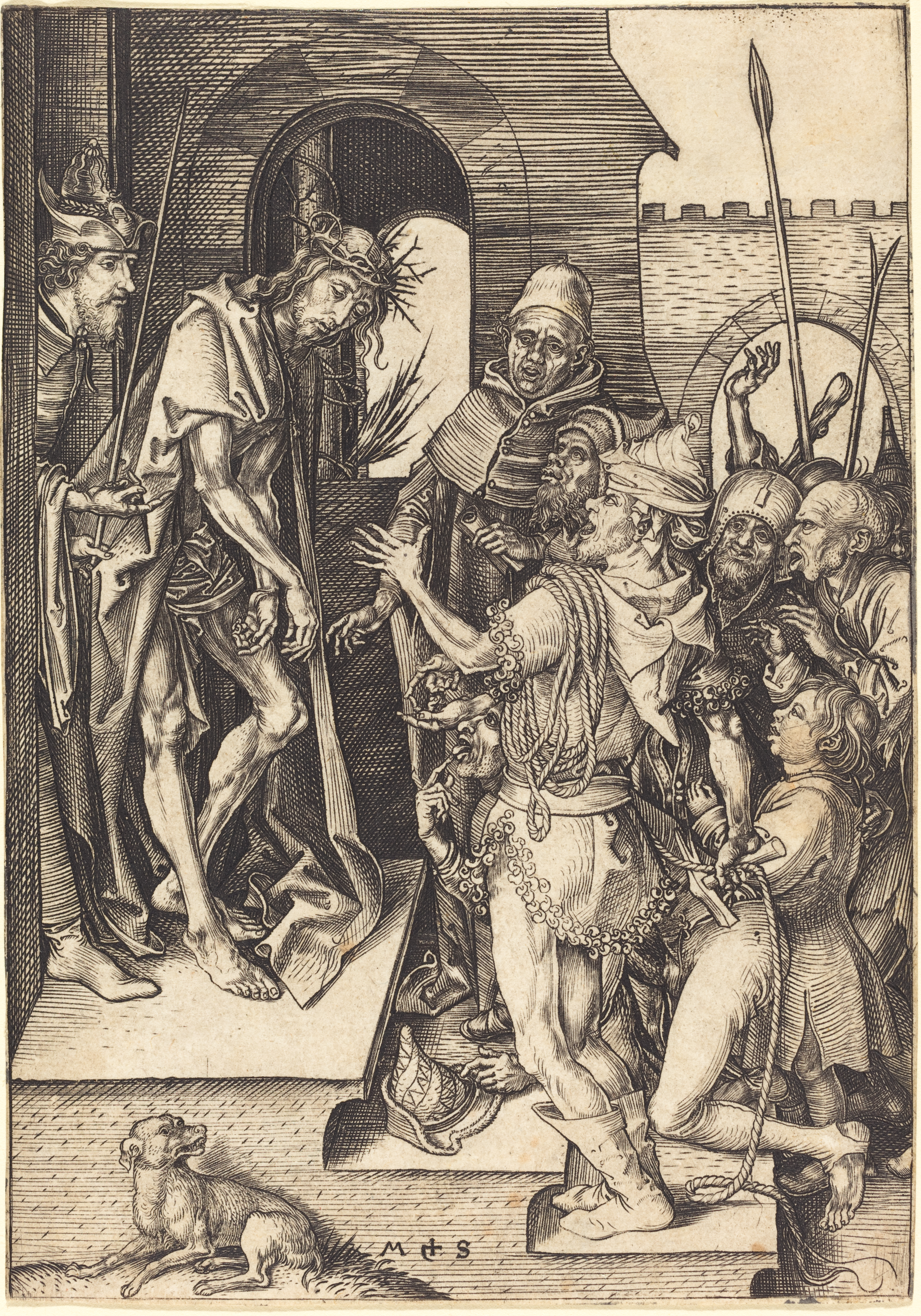
Ecce homo
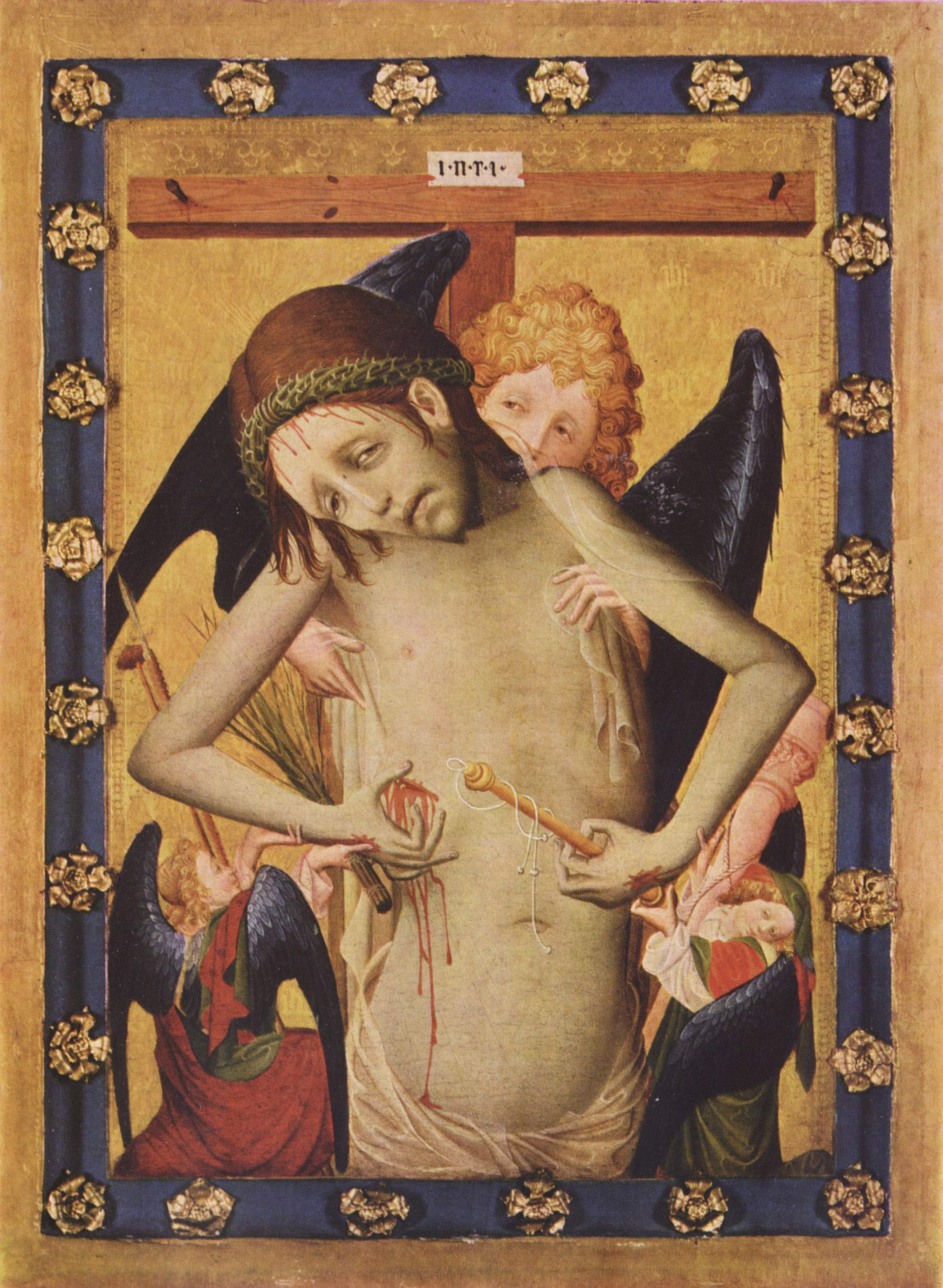
Schmerzensmann, Erbärmdebild
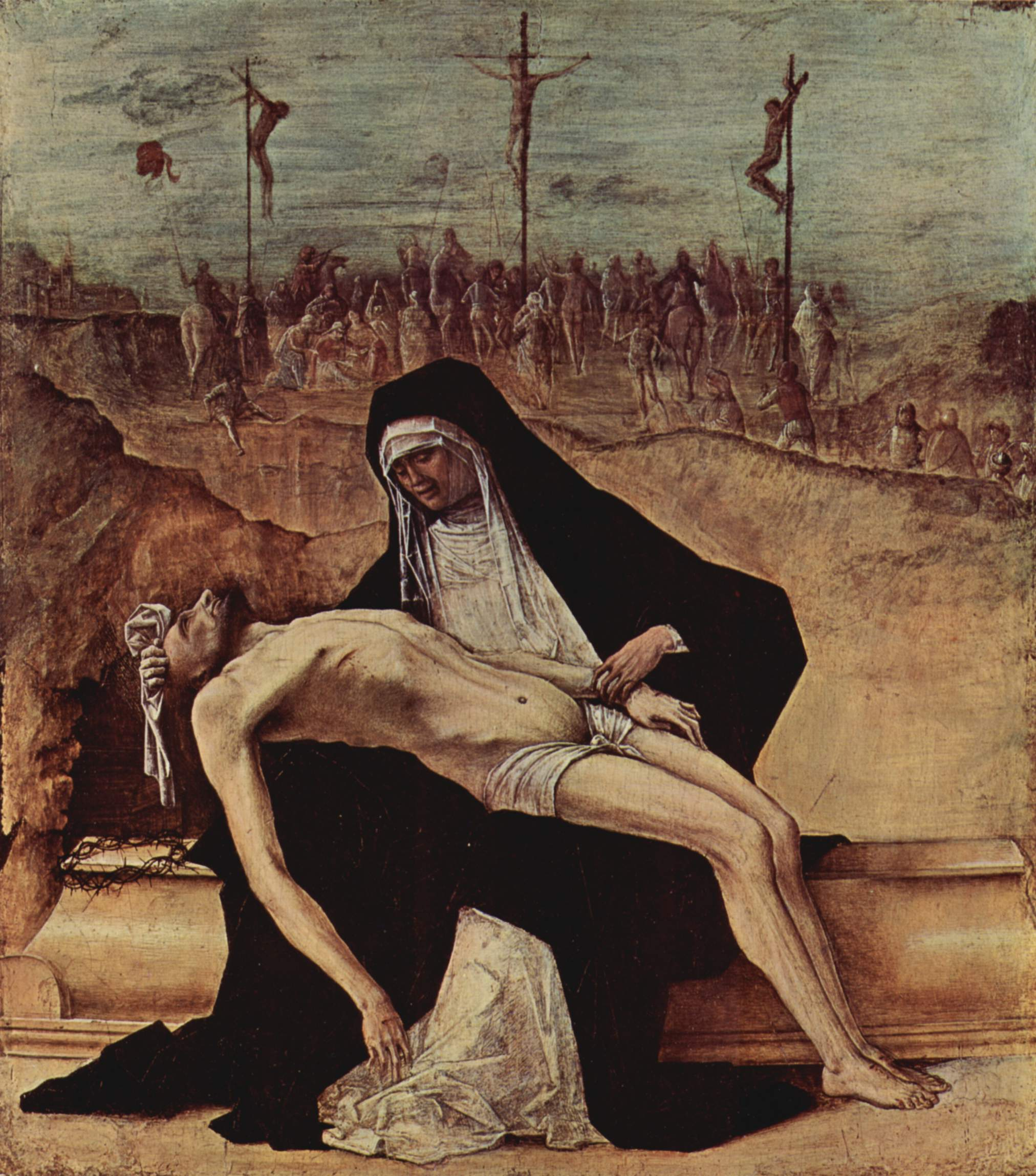
Pietà
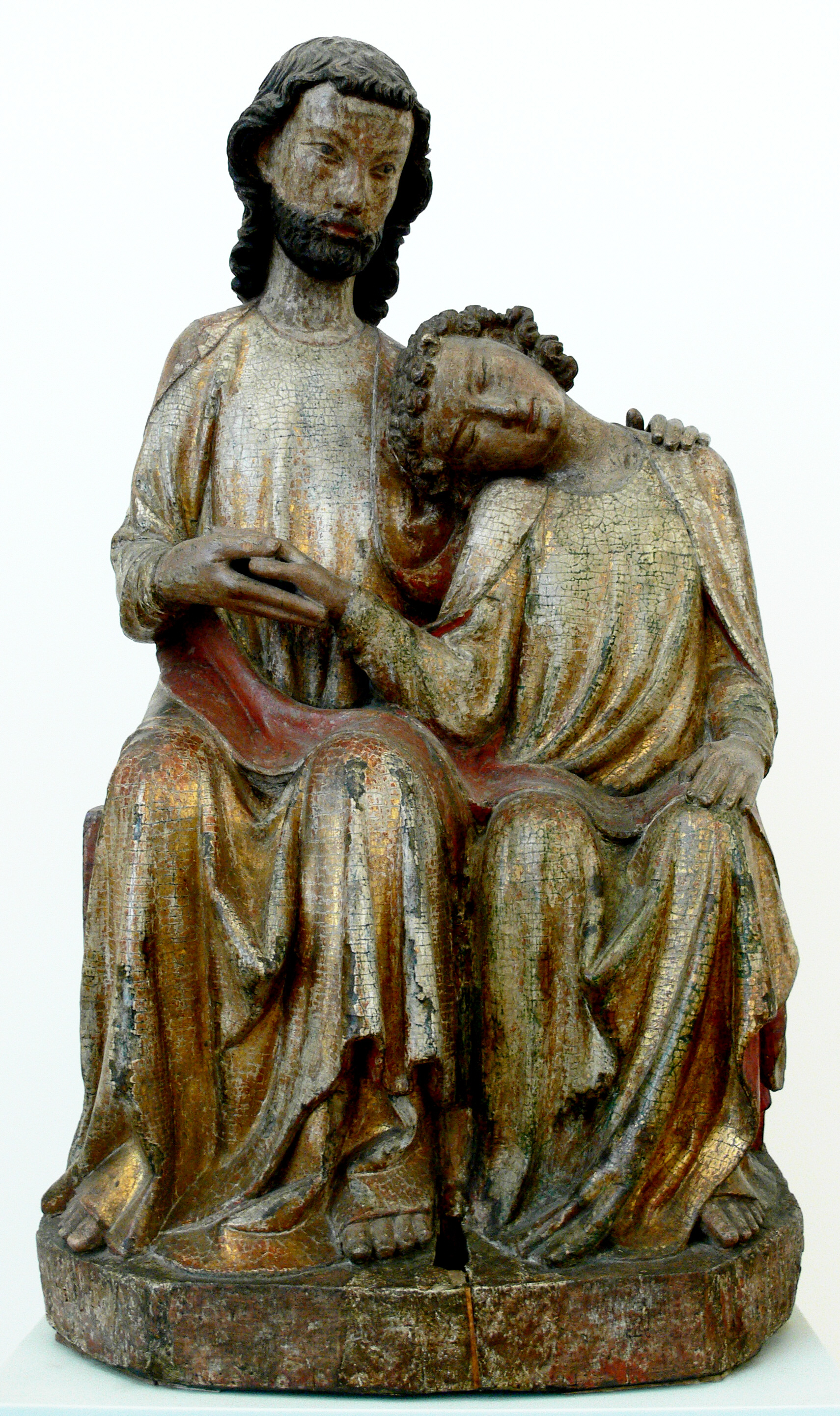
Christus-Johannes-Gruppe

## Das kleine Andachtsbild (Andachtsbildchen)

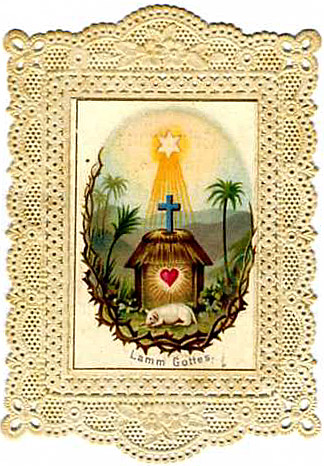
Prägebild mit eingeklebter Chromolithographie 1896, Format 5,5 × 8 cm

Das kleine Andachtsbild entstand ebenfalls in der ersten Hälfte des 14. Jahrhunderts in Frauenklöstern aus dem Bedürfnis, solche Bilder persönlich, etwa als Schmuckeinlage des Gebetbuches, zu besitzen und mit sich zu tragen. Die Bilder wurden auch außerhalb des Klosters von Wanderpredigern zur Unterstützung ihrer Verkündigung verteilt. Die Nachfrage war bald so groß, dass sich ein reger Handel entwickelte, der den Klöstern willkommene Einnahmen verschaffte. Die Bilder wurden zunächst von Hand kleinformatig auf Pergament, Papier oder Stoff gemalt. Typische Motive sind das Jesuskind, die Passion Christi, die Gottesmutter Maria und die Heiligen. Dem Bedürfnis der persönlichen Volksfrömmigkeit genügend wurden auch einfache Motive wie Kreuzzeichen, Christus- und Marienmonogramme sowie Gnadenbild-Kopien als Amulettzettel und kleinste Formate als Schluckbildchen verwendet – Voraussetzung dabei war, dass sie geweiht und damit geheiligt waren. Weite Verbreitung fanden Andachtsbilder im 14. und 15. Jahrhundert als einfache Stempel- und Reiberdrucke, Brotteigdrucke und in Papiermaschee, die auch eine leichte Reliefierung ermöglichten. Mit der Erfindung des Holzschnitts und des Kupferstichs konnte die steigende Nachfrage nach Heiligenbildchen befriedigt werden. Sie dokumentieren zudem den Fortschritt der Drucktechnik. Vor allem während der Dürerzeit erlangten die Bildnisse auch künstlerisch eine hohe Qualität. Obwohl sie mutmaßlich in vergleichsweise großen Auflagen hergestellt wurden, sind frühe Andachtsbildchen heute meist sehr selten, da sie aufgrund ihrer geringen Größe leicht verloren gingen und oft auch richtiggehend abgenutzt, verbraucht wurden.
Kleine, meistens gerahmte Kostbarkeiten waren die zu Beginn des 17. Jahrhunderts aufgekommenen Papierschnittbilder (Spitzenbilder), deren aufwändige Herstellung auch damals schon mit dreistelligen Summen bezahlt wurde. Im 18. und 19. Jahrhundert wurden sie durch die billigere Stanz- und Prägetechnik ersetzt und ähnlich anderer Devotionalien zum Massenartikel ohne formalen Anspruch. Um eine höhere künstlerische Qualität dieser Artikel bemühte sich der 1841 gegründete Verein zur Verbreitung religiöser Bilder, der viele Millionen Andachtsbildchen als Stahlstiche vertrieb. Ebenfalls von hoher künstlerischer Qualität waren die Andachtsbildchen aus dem Pariser Verlag Verlag für religiöse Druckkunst Bouasse-Lebel. Mit der Erfindung der Fotografie bzw. Chromolithographie im 19. und des Mehrfarbenrasterdrucks im 20. Jahrhundert konnten auch Gemälde der Hochkunst und Porträts im Miniformat des kleinen Andachtsbildes reproduziert werden und erfreuen sich großer Beliebtheit.
Zu hohen Festen des Kirchenjahres, vor allem Ostern, werden Bildchen als Erinnerung an die Osterkommunion an die Gläubigen verteilt oder sie dienen als Andenken an bestimmte Anlässe, wie Wallfahrten, Heiligsprechungen, Erstkommunion, Ordensprofess, Priesterweihe, Primiz, oder zu Weihetagen und -jubiliäen, etwa des Diözesanbischofs. Die Bildchen sind einfach oder gefaltet und von der Größe her als Einlage im Gesang- oder Gebetbuch geeignet. Auf der Rückseite finden sich Gebete und Anlass.
Andachtsbildchen dienen oft auch als Sterbebildchen, Gedächtnis- oder Totenzettel, die bei Beerdigungen zur Erinnerung an den Verstorbenen ausgegeben werden. Sie haben ein ähnliches Format und werden ebenfalls als Einlage in Gebetbüchern verwendet. Auf der Rückseite sind die Lebensdaten und das Sterbedatum abgedruckt.
Heute werden Andachtsbildchen aus historischem oder künstlerischem Interesse auch von Personen gesammelt, für die sie ohne religiöse Bedeutung sind.

## Sammlung Lutterotti in Breslau
Eine umfangreiche Andachtsbildchensammlung befindet sich im Ethnographischen Museum  in Breslau (Muzeum Etnograficzne we Wrocławiu), einer Zweigstelle des Nationalmuseums Breslau. Sie wurde von dem Grüssauer Benediktiner Nikolaus von Lutterotti zusammengetragen, der nach der Priesterweihe 1920 als Seelsorger, Archivar und Bibliothekar des Stifts Grüssau wirkte. Daneben verfasste er zahlreiche kunsthistorische Schriften; 1931 wurde er als Denkmalpfleger der Provinz Niederschlesien berufen. Als italienischer Staatsangehöriger durfte er auch nach dem Übergang Schlesiens 1945 an Polen weiterhin als Seelsorger in Grüssau/Krzeszów bleiben. Als er 1954 Polen schwer krank verließ, durfte er die Sammlung nicht mitnehmen. Es ist nicht bekannt, wann sie an das Breslauer Museum gelangte.
Die Sammlung umfasste bereits 1940 über 16.000 Bildchen. Mehrere der Kupferstiche wurden von dem Grüssauer Benediktiner Jacob Arlet gestochen, der ein Willmann-Schüler war. Neben Klosterarbeiten befinden sich in der Sammlung u. a. Pergamentminiaturen, Spitzen- und Nadelstichbilder. An Drucktechniken wurden angewandt: Prägedrucke, Stahlstiche, Chromolithographien und Farbdrucke. Zu den erlesenen Stücken gehört u. a. die Klosterfrauenarbeit Der gute Hirte aus dem Magdalenerinnenkloster Lauban.

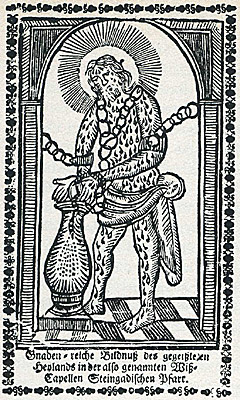
Schmerzensmann, Holzschnitt 1746, Format 8,5 × 14,5 cm
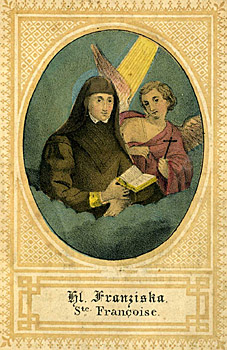
Hl. Franziska von Rom, Chromolithographie 1861, Format 8 × 12 cm
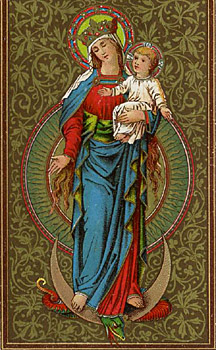
Madonna, Chromolithographie mit Golddruck 1895, Format 5,5 × 9 cm
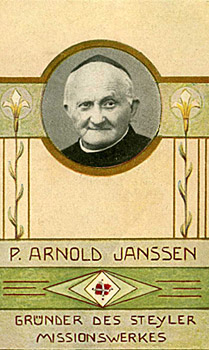
Hl. Arnold Janssen, Rasterdruck 1938 mit Berührungsreliquie, Format 7 × 11 cm